# Langues à Bonaire
La langue officielle de Bonaire est le néerlandais, la langue coloniale. Bonaire fait partie des Pays-Bas mais possède un statut spécial.
Les habitants de l'île utilisent à l'oral le papiamentu, leur langue locale, un créole à base principalement d'espagnol et de portugais, qui sert de langue véhiculaire. Le néerlandais reste la langue de l'enseignement et de l'administration, ainsi que des médias.
En 2011 est venu se rajouter le papiamentu comme langue semi-officielle.

## Sondage de 2013
Selon un sondage (effectué tous les quatre ans) du bureau central de la statistique de Bonaire réalisé en 2013, les langues parlées par les sondés de 15 ans et plus habitant depuis au moins 3 mois sur l'île ou ayant l'intention d'y rester au moins 3 mois sont :
- "Quelle(s) langue(s) parlez-vous ? (plusieurs réponses possibles)" :

1. Papiamentu : 86,9 %
2. Néerlandais : 76,0 %
3. Espagnol : 75,7 %
4. Anglais : 74,2 %

89,9 % des 1 264 sondés déclarent parler plus d'une langue.
- "Si le répondant parle plus d'une langue : Quelle langue parlez-vous le plus ?"

1. Papiamentu : 63,8 %
2. Néerlandais : 15,4 %
3. Espagnol : 15,2 %
4. Anglais : 4,5 %

## Recensement de 2001
Le recensement général de la population et de l'habitat des Antilles néerlandaises (incluant Bonaire) réalisé en 2001 pose les deux questions démo-linguistiques suivantes :
- "Quelle langue ou quelles langues est/sont habituellement parlées dans ce ménage ? Il est possible de donner plus d'une réponse !"

...
- "Quelle est la langue la plus parlée dans ce ménage ?"[5]

Langues les plus parlées (% des ménages)
1. Papiamentu : 72,3 %
2. Espagnol : 11,4 %
3. Néerlandais : 10,4 %
4. Anglais : 4,0 %

Langues les plus parlées (% des personnes)
1. Papiamentu : 74,7 %
2. Espagnol : 11,8 %
3. Néerlandais : 8,8 %
4. Anglais : 2,8 %